# Siarhiej Hocmanau
Siarhiej Anatoliewicz Hocmanau (biał. Сяргей Анатолевіч Гоцманаў, ros. Сергей Анатольевич Гоцманов, Siergiej Anatoljewicz Gocmanow, ur. 27 marca 1959 w Mińsku) – białoruski piłkarz występujący na pozycji pomocnika, reprezentant Związku Radzieckiego i Białorusi, Wicemistrz Europy w 1988.
Przez większą część kariery związany był z najsłynniejszym i najbardziej utytułowanym białoruskim klubem Dynamą Mińsk. Jego barw bronił w latach 1977–1990 (poza sezonem 1978, gdy występował w Dynamie Brześć). W 1982 zdobył Mistrzostwo ZSRR. W 1990 wyjechał za granicę. Grał w Anglii i Niemczech. Karierę zakończył w sezonie 1992–1993 jako zawodnik Dynama.
Od 15 maja 1984 do 21 września 1989 wystąpił w 31 meczach reprezentacji ZSRR, strzelił 2 bramki. Brał udział w mistrzostwach Europy w 1988, na których drużyna radziecka zdobyła srebrny medal. W latach 1992–1993 wystąpił w 3 meczach drużyny narodowej niepodległej Białorusi, strzelił 1 bramkę.
W 1983, 1985, 1987 i 1989 zwyciężał w plebiscytach na najlepszego piłkarza Białorusi.
Po zakończeniu kariery piłkarskiej wyjechał z rodziną do Stanów Zjednoczonych, gdzie mieszka i pracuje do dziś. Jego syn Sasha Gotsmanov występuje w zespole MLS Colorado Rapids.